# Best of '82-'96
Best of '82-'96 è una compilation di Marcus Miller.

## Tracce
1. Spend Some Time With Me
2. Panther
3. Home
4. Nadine
5. Scoop
6. I Want to be There (Unusual Girl)
7. Serious
8. Juice
9. Could it be You
10. Running Through my Dreams (Interlude)
11. Ethiopia
12. Forevermore
13. Run For Cover (live)
14. Just What I Needed